# Azi (cloni)
Gli azi sono un tipo immaginario di cloni umani ideati dalla scrittrice di fantascienza e fantasy C.J. Cherryh. Compaiono in diversi romanzi ambientati nel suo universo della Lega e della Confederazione. Azi è l'acronimo di "artificial zygote insemination" (inseminazione di zigote artificiale).

## Storia
La produzione di azi ha inizio nella Confederazione poco prima dell'inizio delle guerre dell'Anonima all'inizio del XXIV secolo. Essi sono derivati da sequenze genetiche umane, ma sono modificati geneticamente e condizionati psicologicamente in modo da renderli adatti per particolari attività, come soldati o agricoltori.
A causa di queste modifiche, gli azi sono causa di orrore e ripugnanza per molti sulla Terra, e ciò contribuisce ad inasprire i contrasti tra l'Anonima Terrestre e la Confederazione che condurranno alla guerra. Nel corso del conflitto la Confederazione produce azi in gran numero da impiegare nelle sue forze armate e per far crescere la sua popolazione civile e sostenere lo sviluppo economico. Dunque gli azi sono in larga misura alla base della vittoria della Confederazione nella guerra di logoramento contro la flotta dell'Anonima comandata da Conrad Mazian.
In qualche misura gli azi sono fonte di controversie nella stessa Confederazione. Nel romanzo Cyteen si cita l'esistenza di un partito abolizionista, che considera gli azi come schiavi di cui vorrebbe l'emancipazione, ma che ha un'influenza politica molto scarsa.

## Caratteristiche
Gli azi sono sviluppati in uteri artificiali, e fin dalla nascita sono sottoposti a "nastri" che impartiscono loro un'istruzione subliminale, e ciò ha effetti profondi sul loro sviluppo psicologico. Rispetto ai normali esseri umani, gli azi hanno una minore capacità di affrontare situazioni nuove o insolite, ma hanno una maggiore capacità di concentrazione. Ciascun azi ha un supervisore umano, che è la sua guida e fonte di ordini, al quale è assegnato con un contratto e dal quale è psicologicamente dipendente. Gli azi sono classificati in base alle loro capacità (usando la "scala Rezner"), con i migliori definiti di classe alfa, seguiti dai beta, gamma, delta, e così via. Gli azi non sono riconosciuti legalmente come cittadini a pieno titolo, ma possono richiedere di diventarlo, e spesso nelle stazioni di frontiera formano la prima generazione della popolazione locale.
Un ruolo centrale nello sviluppo degli azi è esercitato da Reseune, città-laboratorio situata su Cyteen, il pianeta più importante nonché capitale della Confederazione. Reseune ha il monopolio della progettazione di nastri avanzati e ha la tutela legale di tutti gli azi della Confederazione. In Regenesis (il seguito di Cyteen) Il processo di sviluppo degli azi è definito "integrazione", ovvero la progettazione di un gruppo di azi con caratteristiche tali da completare quelle di un gruppo di "uomini-nati", in modo da produrre una società stabile.

## Apparizioni
Personaggi azi compaiono nei seguenti romanzi di C.J. Cherryh:
- La costellazione del serpente (Serpent's reach, 1980)
- La lega dei mondi ribelli (Downbelow Station, 1981)
- Port Eternity (1982)
- I 40.000 di Gehenna (Forty Thousand in Gehenna, 1983)
- Cyteen (1988)
- Regenesis (2009)